# Can Canyadó
Can Canyadó és una masia fortificada del barri homònim de Badalona (Barcelonès), declarada bé cultural d'interès nacional. Actualment és un centre cívic i de cultura tradicional, propietat de l'Ajuntament de Badalona.

## Història
La primera referència documental és la donació d'una peça de terra anomenada La Riba per part de Guillem Avinyó a Bernat Canyadó el 5 de maig del 1483. El 1595, Jeroni Canyadó contractà el mestre de cases Joan Andinyach per a fer-hi un seguit de reformes: obrir quatre finestres amb reixa en la façana principal, eliminar i tancar parets interiors, aixecar el sostre de la cuina i construir una escala des de l'entrada fins a la sala. Aquestes obres donaren a la masia l'aspecte actual de dues plantes amb una teulada de doble vessant. Posteriorment, el 1648 se li afegiria la torre, el 1661 el celler i la casa dels masovers, i el 1773 el rellotge de sol.
El 1648, Bartomeu Canyadó es va casar Anna Maria Bonadona, hereva d'una família barcelonina dedicada al comerç. El seu fill Francesc es casà amb Francesca Tàpies, i l'hereu Bartomeu morí sense descendència durant el setge de Barcelona (1713-1714), per la qual cosa el seu segon fill Francesc Canyadó i Tàpies va heretar la propietat. Aquest es va casar amb Agustina Solà i van tenir una filla, Raimonda, que el 1727 es va casar amb Pau Salabert i Amatller, pagès de Sant Vicenç dels Horts i fill de Vicenç Salavert i de Maria Ametller. El seu fill Pau Salavert i Canyadó va ser l'últim membre de la nissaga, i a la seva mort, el seu patrimoni passà als Tàpies, després als Ventós-Mir i, finalment, a la família Rubert de Ventós.
Com moltes altres masies, no eren els amos qui la conreaven, sinó la família que arrendava la casa i les terres sota un contracte de masoveria. A principis del segle xx, els masovers eren els Pedragosa, però a partir de la dècada del 1920 van ser substituïts per la família Camps Grau, originaris de Maians (Bages). Se'n van fer càrrec Florenci, Felici i Josep Camps i Grau, coneguts popularment com els Tres Germans. Després de la mort de Felici, els altres dos germans van continuar l'explotació de manera compartida, però després van decidir dividir les terres a parts iguals i conrear la finca per separat. D'aquesta manera, una de les famílies es va establir a la masia principal i l'altra a la casa dels masovers, que des d'aleshores es coneixeria com a Can Canyadó de Dalt, on acabaria obrint-se una vaqueria.
Les terres de la finca produïen gran quantitat de verdures i hortalisses, les quals eren conreades per jornalers (que en algunes èpoques havien arribat a ser més de 50), molts d'ells originaris del barri de Canyet. Els productes eren venuts als mercats de Badalona i al del Born de Barcelona, però també en una botiga que va obrir la família Camps Grau al carrer Rivero, al barri de Casagemes, on també venien el vi que feien ells mateixos (tenyien vinyes, dos cellers i una premsa pròpia).
La immigració massiva a la dècada del 1950 va fer que la família Rubert de Ventós (successors d'Ignasi de Ventós i Mir) veiessin l'oportunitat de fer-hi negoci, i el 1956 trencaren de manera unilateral el contracte verbal amb la família Camps Grau, amb la intenció d'enderrocar la masia per a construir-hi blocs de pisos. Sortosament, el projecte no es va arribar a fer, i el 1974 va ser declarada monument històric.
El 1987, l'Ajuntament de Badalona va adquirir la masia, i el 1995 va obrir com a centre cívic i de centre de cultura tradicional. Anualment, s'hi realitza la Festa Medieval organitzada per l'Associació Cultural Festa Medieval Sant Jordi.

## Descripció
Situada a la part baixa de l'antic veïnat de Pomar (actualment Canyadó), a prop de la riera del mateix nom, enmig d'una zona industrial i residencial, està formada per un edifici de dues plantes i la teulada a dues vessants. La torre de defensa, a l'estil de Can Bofí Vell, està situada a un costat, amb 12 m d'alçada entre tres plantes i el terrat superior. S'accedeix pel primer pis a través d'una estreta escala de cargol. A dalt de tot té dos matacans a la part superior, coronada per merlets; per abocar l'aigua del terrat té quatre gàrgoles cantoneres. El portal de la casa és adovellat i els finestrals rectangulars són emmarcats per llindes i brancals de pedra. És remarcable la reixa de forja catalana del segle xviii que protegeix la finestra del pis inferior de la torre.
Davant de la casa hi havia un estany per a regadiu, i annex a la masia es conserva una dependència que antigament va ser un celler i la casa dels masovers, i que ara exerceix la funció de magatzem.

## Galeria

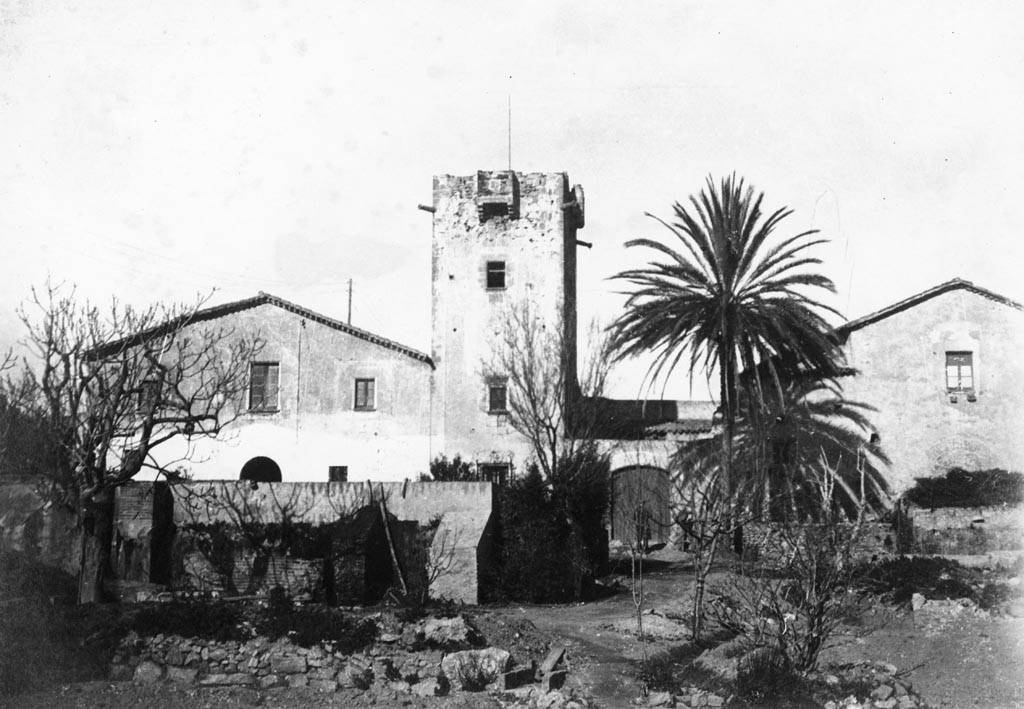
Vista general de la masia (1927)
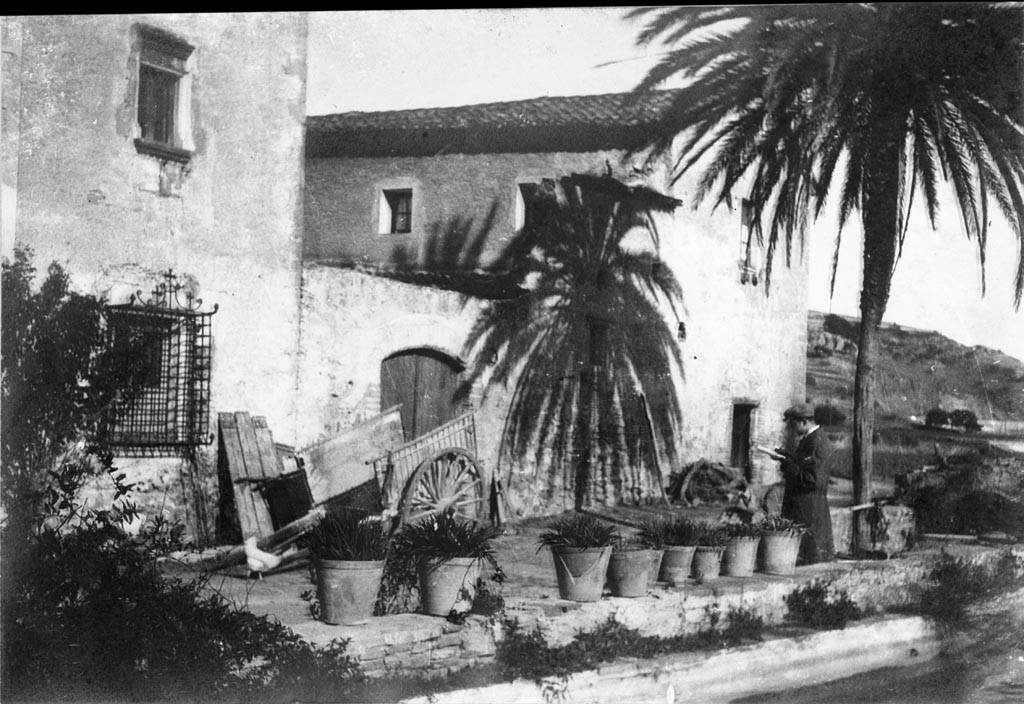
Pati davanter de la masia (1927)
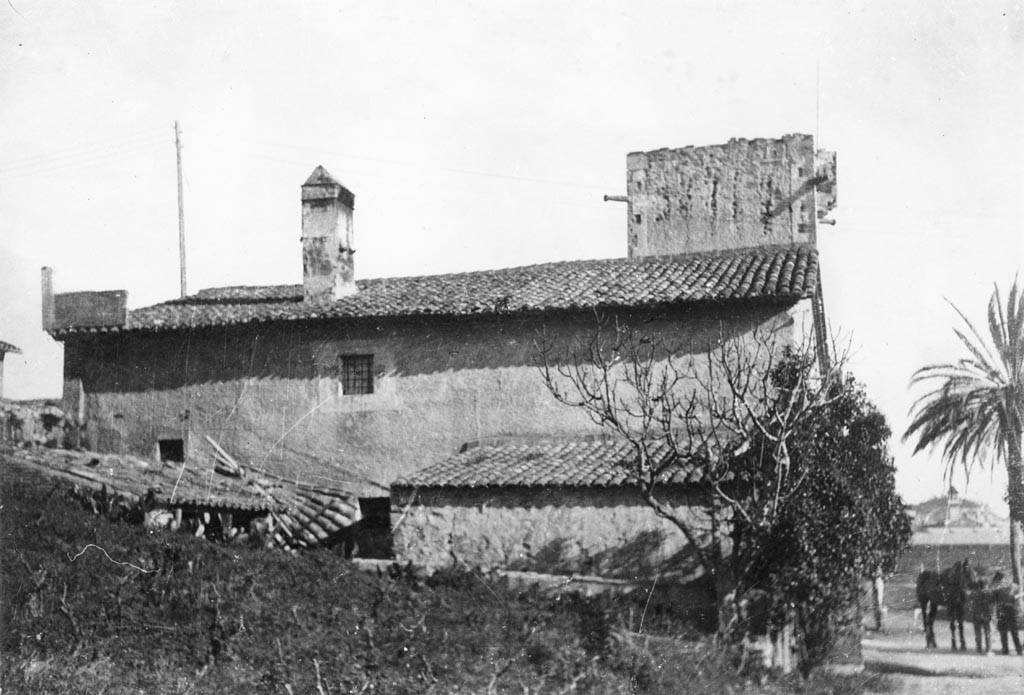
Vista lateral de la masia (1927)
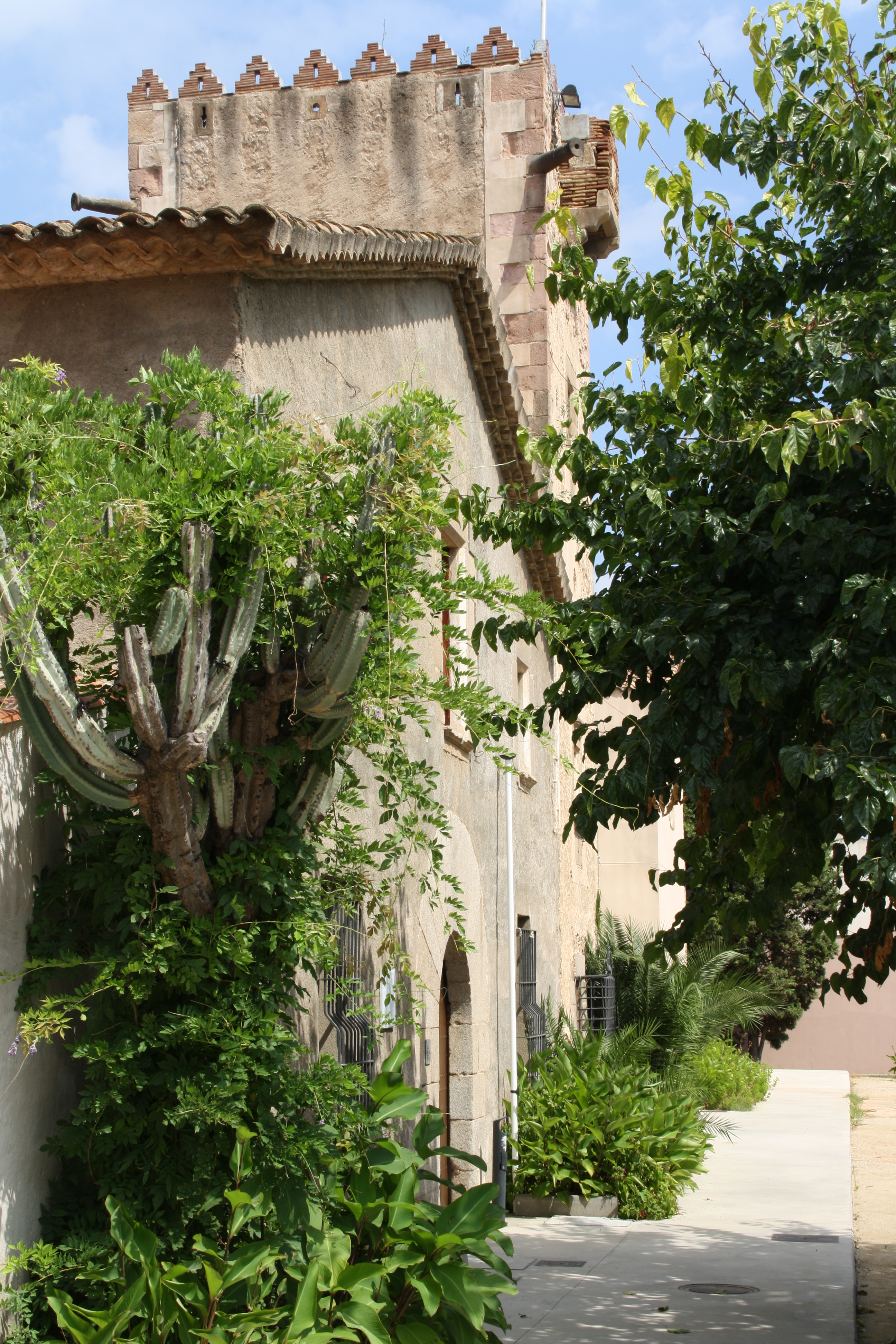
Vista de la façana i la torre des d'un lateral